# یوزف چیرانکیویتس

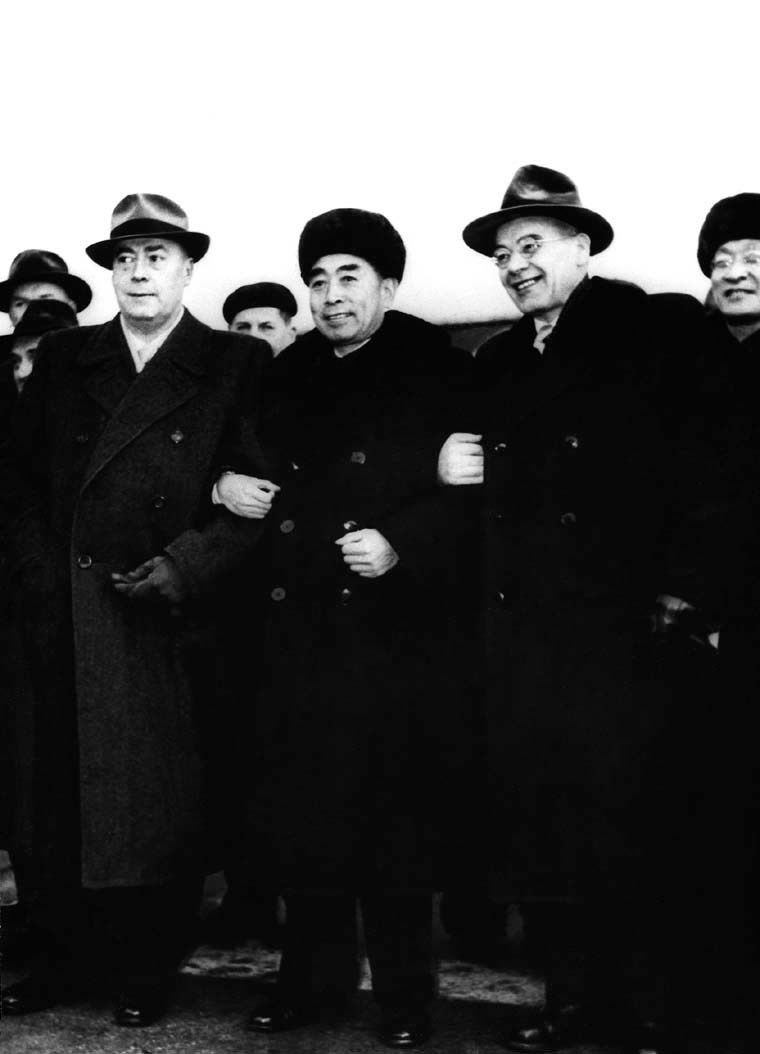
سیاست مداران لهستانی

یوزف زگمونت چیرانکیویتس (لهستانی: Józef Adam Zygmunt Cyrankiewicz؛ ۲۳ آوریل ۱۹۱۱ – ۲۰ ژانویهٔ ۱۹۸۹) یک سیاست‌مدار اهل لهستان و از فوریه ۱۹۴۷ تا نوامبر ۱۹۵۲ و دوباره از مارس ۱۹۵۴ تا دسامبر ۱۹۷۰ نخست‌وزیر جمهوری خلق لهستان بود.
وی در ۲۰ ژانویه ۱۹۸۹ و چند ماه قبل از سقوط رژیم کمونیستی لهستان درگذشت.